# IChat
iChat – darmowy komunikator internetowy zgodny z protokołami AOL Instant Messenger (AIM) oraz Jabber dla systemu operacyjnego OS X. Używając protokołu podobnego do Jabbera oraz systemowej technologii Bonjour, wykrywa innych użytkowników programu w sieci lokalnej, umożliwiając łatwą komunikację między nimi bez konieczności rejestrowania się na jakichkolwiek publicznych serwerach. Współpraca pomiędzy iChatem a serwerami i klientami protokołu AIM jest wynikiem współpracy firm Apple oraz AOL i używa oficjalnej implementacji protokołu OSCAR.
Od wersji OS X 10.8 komunikator iChat został zastąpiony aplikacją Wiadomości do komunikacji tekstowej i FaceTime do połączeń wideo.